# Srbica
Srbica (alb. Skënderaj) je gradić u sjeverozapadnom središnjem dijelu Kosova.
Naselja u općini:
- Baks
- Banja
- Broćna
- Vitak
- Voćnjak
- Gornja Klina
- Gornje Prekaze
- Gornji Obilić
- Donja Klina
- Donje Obrinje
- Donje Prekaze
- Donji Obilić
- Doševac
- Izbica
- Kladernica
- Kožica
- Kostrc
- Kotore
- Krasalić
- Krasmirovac
- Kruševac
- Kućica
- Lauša
- Leočina
- Likovac
- Ljubovac
- Makrmalj
- Marina
- Mikušnica
- Murga
- Novo Selo
- Ovčarevo
- Padalište
- Plužina
- Poljance
- Prelovac
- Radiševo
- Rakitnica
- Rezala
- Rudnik
- Srbica
- Srednja Klina
- Suvo Grlo
- Tica
- Trnavce
- Turićevac
- Tušilje
- Ćirez
- Čitak
- Čubrelj

## Šport
- KF Drenica, nogometni klub